# Kallunkijärvi (sjö i Lappland)
Kallunkijärvi är en sjö i Finland. Den ligger i kommunen Salla i landskapet Lappland, i den norra delen av landet, 700 km norr om huvudstaden Helsingfors. Kallunkijärvi ligger 238,1 meter över havet. Den är 20 meter djup. Arean är 3,5 kvadratkilometer och strandlinjen är 15,59 kilometer lång. Sjön  ingår i Koundaälvens huvudavrinningsområde. 